# Août 1974

## Évènements
- Manifeste politique du Front Polisario[1].
- France : la Citroën CX est présentée, elle remplacera  la légendaire Citroën DS.

- 4 août : 
  - attentat terroriste d’extrême droite du Rome-Munich, faisant douze morts et 48 blessés.
  - Formule 1 : Grand Prix automobile d'Allemagne.
  - Rallye automobile : arrivée du Rallye des 1000 lacs.
- 7 août : Philippe Petit, funambule français réalise sa traversée la plus célèbre, entre le sommet des deux tours du World Trade Center à New York.
- 8 août : Richard Nixon annonce sa démission après que la Cour suprême l’a contraint de livrer des enregistrements établissant qu’il avait cherché à couvrir l’affaire du Watergate.
- 9 août : démission de Richard Nixon, remplacé par le vice-président Gerald Ford, à la suite du scandale du Watergate.  Début de la présidence républicaine de Gerald Ford aux États-Unis (fin en 1977). Nelson Rockefeller vice-président.
- 17 août, France : second rassemblement le 17 et 18 août au Larzac contre l'extension du camp militaire: plus de 100 000 personnes se rendent sur le Causse.
- 18 août (Formule 1) : Grand Prix automobile d'Autriche.

## Naissances
- 1er août : Don Choa, chanteur de rap français.
- 2 août : Angel Boris, actrice américaine et playmate.
- 6 août : Olivier Dubois, journaliste français.
- 13 août : Nassima al-Sadah, journaliste et militante saoudienne pour les droits de l'homme.
- 14 août : Tomer Sisley, acteur et humoriste français.
- 15 août : Natasha Henstridge, actrice.
- 20 août : Amy Adams, actrice américaine et Misha Collins, acteur américain.
- 23 août : Seth Binzer, rappeur américain († 24 juin 2024).
- 24 août : Titus, roi des gorilles.

## Décès
- 6 août : Gene Ammons, saxophoniste de jazz américain (° 14 avril 1925).
- 11 août : José Falcón (José Carlos Frita Falcao), matador portugais (° 30 août 1944).
- 14 août : Clay Shaw, homme d'affaires de La Nouvelle-Orléans, inculpé de l'assassinat du président John F. Kennedy (° 17 mars 1913).
- 25 août :
  - M. J. Coldwell, chef du Parti social-démocratique du Canada.
  - Paul Dungler, industriel du textile, militant royaliste et résistant français (°1er mars 1902).
- 26 août : Charles Lindbergh, aviateur américain.